# Tesoro de Karun

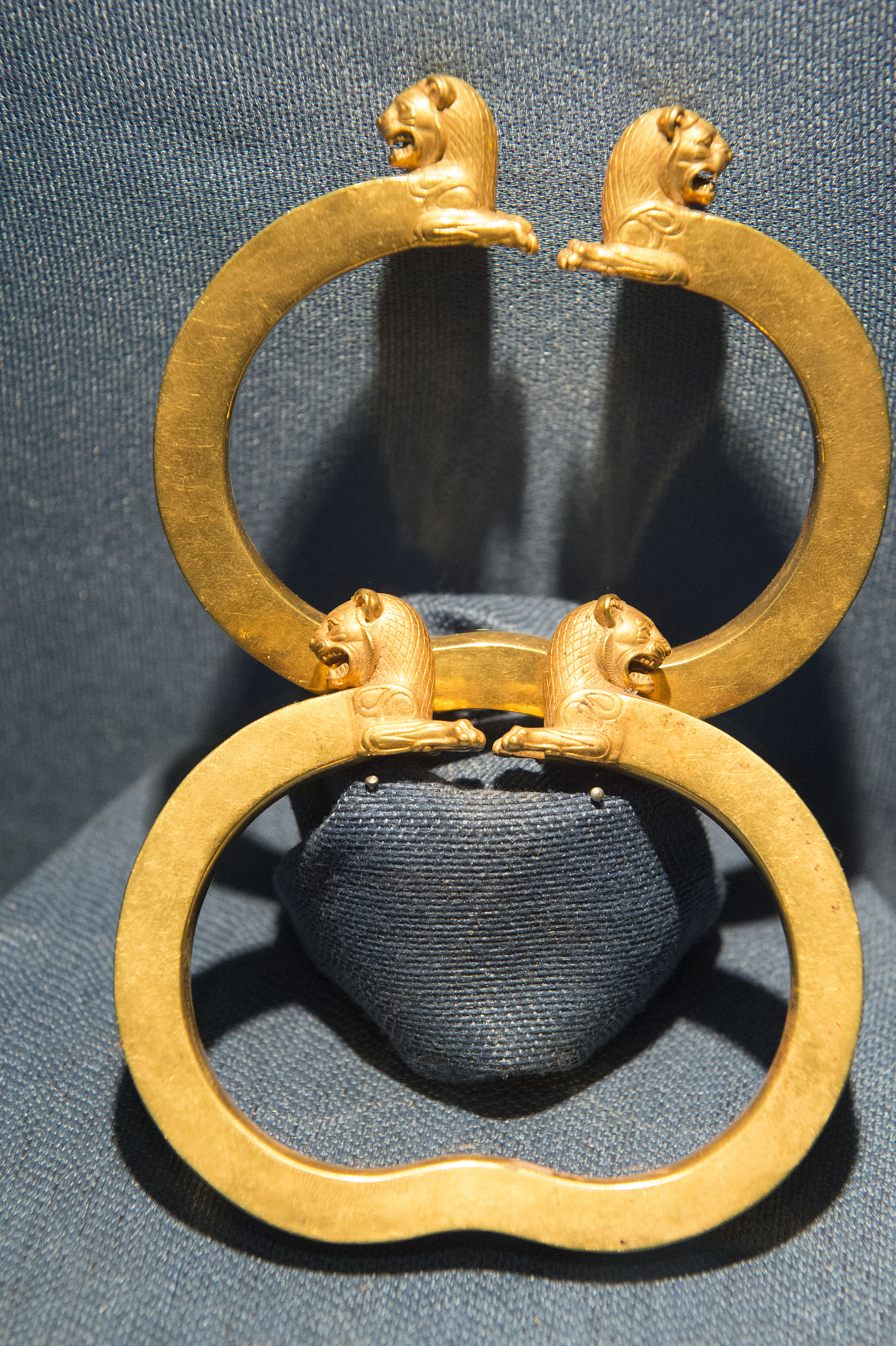
Brazaletes de oro con representaciones de cabezas de león

El Tesoro de Karun, Tesoro de Lidia o Tesoro de Creso son los nombres por los que se conoce una colección de 432 objetos, buena parte de ellos de oro y plata, datados en el siglo VI a. C., que fueron ilegalmente excavados en 1965 en varios túmulos funerarios localizados en la provincia de Uşak, al oeste de Turquía.

## Denominación
Se ha denominado a esta colección de objetos como «tesoro de Lidia» por su procedencia de la antigua región de Lidia, donde reinó Creso (560-546 a. C.), contemporáneo del tesoro. Este rey era muy famoso en Grecia y Próximo Oriente por su riqueza y generosidad hacia los griegos. Fue por ello citado por autores clásicos como Heródoto, Píndaro, Estrabón y Dión Crisóstomo.
Por otra parte, el nombre de Karun, que es un personaje diferente de Creso, es mencionado en el Corán como un hombre increíblemente rico, y algunos consideran que es el mismo que se cita con el nombre de Coré en el Antiguo Testamento (Éxodo y Números) y por Flavio Josefo como pariente de Moisés.

## Procedencia
Los objetos fueron hallados en varios túmulos funerarios. Cuatro de ellos (Toptepe, İkiztepe, Aktepe I y Basmacı) se encuentran al sur del río Gediz, cerca de la población de Güre, en la provincia de Uşak; y uno más cerca de Harta, en la provincia de Manisa. Por su cronología y su situación geográfica todos ellos se pueden situar en la antigua Lidia. Se estima que sus ocupantes eran personas de la alta nobleza del país.

## Composición
Entre las piezas del tesoro se encuentran joyas, adornos, herramientas, moldes, recipientes de diversos materiales, incensarios, pinturas murales y piezas escultóricas. Algunas de las joyas que presentan representaciones de cabezas de animales se han relacionado con objetos similares de arte persa. Otros objetos estaban asociados con banquetes rituales que debían ser importantes en las tradiciones funerarias de la antigua Lidia. Algunas de las pinturas representan marchas fúnebres y personas que probablemente están llevando regalos para los muertos.
Algunas de las piezas más destacadas son:
- Un enócoe de plata con boca en forma de trébol, donde aparece representado un hombre joven cuyos brazos sostienen las colas de dos leones y cuyos pies descansan sobre dos carneros.
- Otro enócoe de plata con boca en forma de trébol, más sencillo que el anterior, decorado con un león y una pantera.
- Una fíala de oro y plata, donde se representa a un rey persa con una lanza y una aljaba.
- Un colgante de oro y electro formado por un anillo enhebrado con un alambre en una pepita de oro sin procesar.
- Un collar con cuentas con motivos florales y otras con forma de bellota, de oro y vidrio.[2]

|                      |
| Fíala de oro y plata |

|                 |
| Enócoe de plata |

|                |
| Fíala de plata |

| |
| Caja de cosméticos y joyas. El anillo enhebrado en la pepita de oro está en el centro de la parte inferior. |

|                                                                      |
| Collar con cuentas con motivos florales y otras con forma de bellota |

## Contrabando y robo posterior
Tras las excavaciones ilegales en Turquía, la mayor parte del tesoro fue comprado por el Museo Metropolitano de Arte de Nueva York en galerías de arte y anticuarios, entre 1966 y los años posteriores, pero al ser conocedores de su procedencia ilegal, los responsables del museo no decidieron exponer las piezas hasta 1984. Entre 1987 y 1993 el tesoro fue objeto de una batalla legal entre el gobierno turco y el Museo Metropolitano de Arte. En 1993 el tesoro fue repatriado y, tras dos años de exhibición en el Museo de las Civilizaciones de Anatolia de Ankara, cedido y expuesto en el Museo Arqueológico de la ciudad de Usak.
Por otra parte, en mayo de año 2006, tras recibirse una denuncia anónima, se pudo comprobar que una de sus mejores piezas, un hipocampo de oro, había sido sustituido el año anterior por una réplica, y que "el cambio no se podía haber efectuado sin el conocimiento de las autoridades del museo".
En noviembre de 2012, las autoridades culturales turcas pudieron recuperar el hipocampo original que, tras ser vendido de nuevo, se hallaba en Alemania. Para exponer adecuadamente tanto el tesoro de Karun como otras piezas arqueológicas de la zona se decidió construir en Uşak un museo arqueológico más grande que el que ya había, y se inauguró en 2018.